# Gavril Munteanu
Gavril D. Munteanu (n.  ?) a fost un general român care a luptat în cel de-al Doilea Război Mondial.
Generalul de brigadă Gavril Munteanu a fost trecut în cadrul disponibil la 9 august 1946, în baza legii nr. 433 din 1946, și apoi, din oficiu, în poziția de rezervă la 9 august 1947.

## Decorații
- Ordinul „Steaua României” în gradul de ofițer (8 iunie 1940)[2]
- Ordinul „Coroana României” în gradul de Comandor (9 mai 1941)[3]
- Ordinul 23 August clasa a IV-a (10 august 1964) „pentru merite deosebite în opera de construire a socialismului, cu prilejul celei de a XX-a aniversări a eliberării patriei”[4]